# Nostalgia (película de 2018)
Nostalgia es una película estadounidense de drama dirigida por Mark Pellington y escrita por Pellington y Alex Ross Perry. Es protagonizada por Jon Hamm, Nick Offerman, Amber Tamblyn, Patton Oswalt, Catherine Keener, Ellen Burstyn, Bruce Dern, John Ortiz, y James LeGros.
Se estrenó en el Festival Internacional de Cine de Palm Springs el 6 de enero de 2018. Fue estrenada por Blecker Street el 16 de febrero de 2018.

## Sinopsis
La película sigue a un grupo de personas que están conectadas a través de la pérdida y analiza cómo la gente encuentra amor y consuelo a través de los recuerdos y los objetos que comparten entre sí.

## Reparto
- Jon Hamm como Wil Beam, el hermano de Donna.
- Nick Offerman como Henry Greer, el hijo de Helen.
- Amber Tamblyn como Bethany Ashemore, la nieta de Ronald.
- Patton Oswalt como Peter
- Catherine Keener como Donna Beam, la hermana de Will, la esposa de Patrick y la madre de Tallie.
- Ellen Burstyn como Helen Greer, la madre de Henry.
- Bruce Dern como Ronald Ashemore, el abuelo de Bethany.
- John Ortiz como Daniel Kalman, un agente de seguros.
- James LeGros como Patrick Beam, el esposo de Donna y el padre de Tallie.
- Jennifer Mudge como Caitlin
- Annalise Basso como Tallie Beam, la hija de Patrick y Donna y amiga de Kathleen
- Joanna Going como Marge
- Arye Gross como Riley O’Bryan
- Mikey Madison como Kathleen, amiga de Tallie.
- Ashlyn Faith Williams como Hillary

## Estreno
La película fue estrenada el 16 de febrero de 2018.

## Recepción
Nostalgia recibió reseñas mixtas de parte de la crítica y de la audiencia. En la página web Rotten Tomatoes, la película obtuvo una aprobación de 35%, basada en 51 reseñas, con una calificación de 5.2/10, mientras que de parte de la audiencia tuvo una aprobación de 53%, basada en 76 votos, con una calificación de 3.2/5.
Metacritic le dio a la película una puntuación 47 de 100, basada en 22 reseñas, indicando "reseñas mixtas". En el sitio web IMDb los usuarios le han dado una calificación de 5.3/10, sobre la base de 355 votos.